# Tom Skerritt

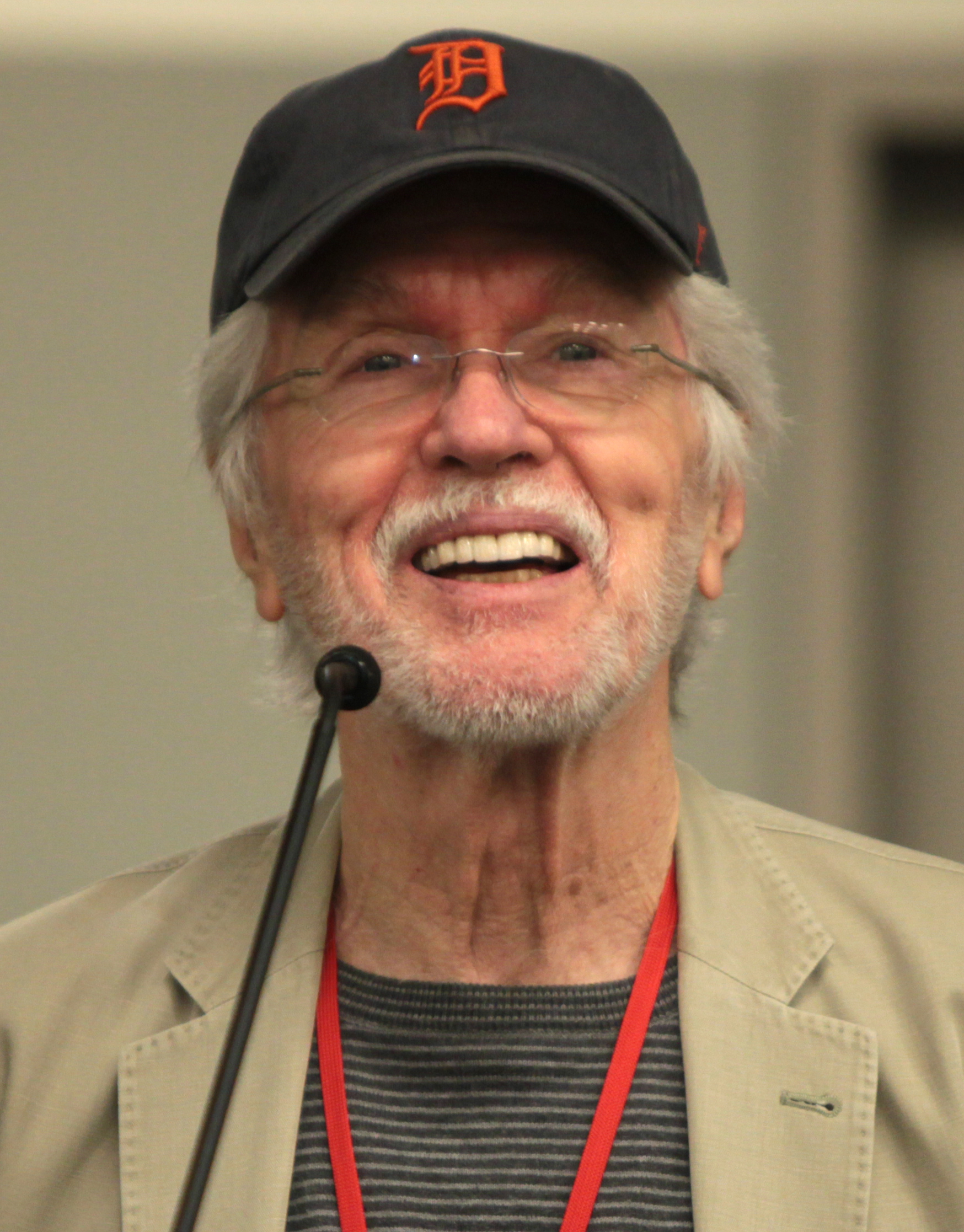
Tom Skerritt (2014)

Tom Skerritt (* 25. August 1933 als Thomas Roy Skerritt in Detroit, Michigan) ist ein US-amerikanischer Schauspieler.

## Leben
Tom Skerritt, Sohn eines Geschäftsmannes, studierte an der Wayne State University sowie der University of California. Zeitweise war er auch Angehöriger der United States Air Force. Skerritt debütierte im Jahr 1962 im Fernsehfilm Combat!. Im gleichen Jahr übernahm er die erste Rolle in dem Kinofilm Hinter feindlichen Linien. In den 1960ern spielte er Gastrollen in Fernsehserien wie The Real McCoys, Am Fuß der blauen Berge und Bonanza. Seinen Durchbruch erzielte er 1970 in Robert Altmans Kriegs-Satire MASH, in welcher er Captain Augustus Forrest darstellte.

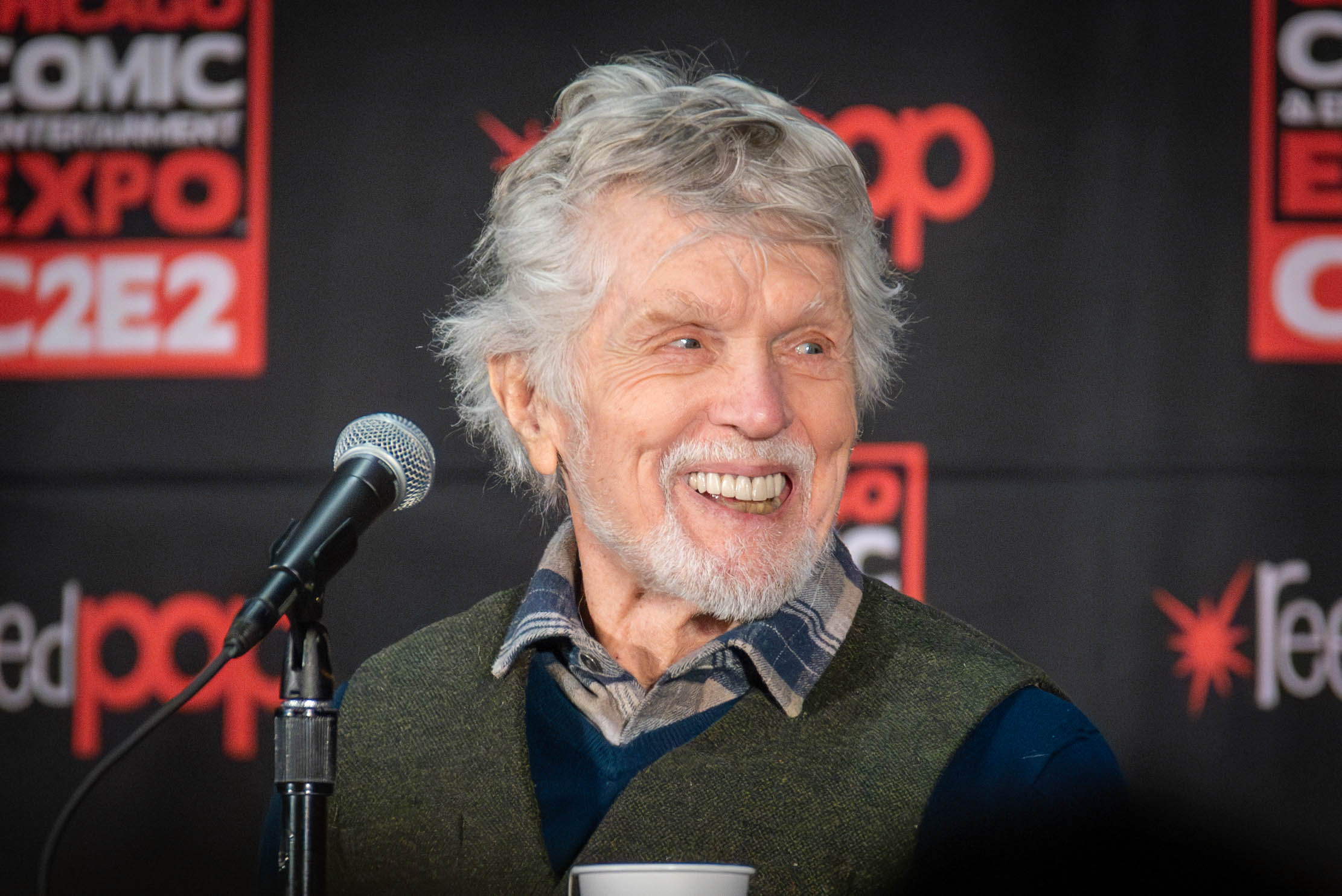
Tom Skerritt (2024)

Im Laufe seiner Karriere spielte Skerritt in insgesamt über 40 Kinofilmen und deckte dabei ein breites Rollenspektrum ab. In vielen Hollywood-Filmen spielte er größere Nebenrollen und gelegentlich auch Hauptrollen. Der Film Am Wendepunkt (1977), in dem er neben Shirley MacLaine und Anne Bancroft auftrat, erhielt elf Oscar-Nominierungen. In Alien – Das unheimliche Wesen aus einer fremden Welt (1979) war er als Raumschiffkapitän Arthur Dallas Coblenz neben Sigourney Weaver zu sehen. Weitere bekannte Auftritte erfolgten als Militärkommandeur in Top Gun – Sie fürchten weder Tod noch Teufel (1986) neben Tom Cruise, als Ehemann von Sally Fields Hauptfigur in Magnolien aus Stahl (1989) und als angesehener Wissenschaftler in Contact (1997) neben Jodie Foster. Als seine Lieblingsrolle bezeichnete er den protestantischen Pfarrer und Vater von Brad Pitts Figur in Robert Redfords Film Aus der Mitte entspringt ein Fluß (1992) nach dem gleichnamigen Roman von Norman Maclean.
Neben seinen Kinorollen wurde Skerritt als Gaststar für bekannte Serien gebucht und spielte in vielen Fernsehfilmen. Von 1992 bis 1996 übernahm er die Hauptrolle des Sheriffs James Brock in der Fernsehserie Picket Fences – Tatort Gartenzaun, für die er 1993 mit dem Emmy Award ausgezeichnet wurde und außerdem zwei Nominierungen für den Golden Globe Award erhielt. In der Sitcom Cheers spielte er in sechs Folgen die Figur des Evan Drake.
Skerritt arbeitet noch immer als Schauspieler. Er lebt abwechselnd in Seattle und in seinem Ferienhaus auf Lopez Island. Seit 1998 ist er in dritter Ehe mit Julie Tokashiki verheiratet.

## Auszeichnungen
1993 wurde er mit einem Emmy für seine Rolle in Picket Fences ausgezeichnet. 1994 und 1995 war er – ebenfalls für Picket Fences – jeweils für den Golden Globe nominiert. Skerritt erhielt bei der Saturn-Award-Verleihung 2012 die Auszeichnungen als Bester Gastdarsteller für seinen Auftritt in der Serie Leverage.

## Filmografie (Auswahl)
- 1962: Hinter feindlichen Linien (War Hunt)
- 1963: Am Fuß der blauen Berge (Laramie, Fernsehserie, Folge 4x18 No Place to Run)
- 1964/1973: Bonanza (Fernsehserie, 2 Folgen)
- 1965/1966: Auf der Flucht (The Fugitive, Fernsehserie, 2 Folgen)
- 1965–1972: Rauchende Colts (Gunsmoke, Fernsehserie, 5 Folgen)
- 1966: Time Tunnel (Fernsehserie, Folge 1x13 The Death Trap)
- 1970: M*A*S*H
- 1970: Whisky brutal (The Moonshine War)
- 1971: Harold und Maude (Harold and Maude)
- 1972: Auf leisen Sohlen kommt der Tod (Fuzz)
- 1974: Diebe wie wir (Thieves Like Us)
- 1974: J & M – Dynamit in der Schnauze (Arrivano Joe e Margherito)
- 1974: Liebe böse Mama (Big Bad Mama)
- 1977: Am Wendepunkt (The Turning Point)
- 1978: Viel Rauch um nichts (Up in Smoke)
- 1978: Eisfieber (Ice Castles)
- 1979: Alien – Das unheimliche Wesen aus einer fremden Welt (Alien)
- 1981: Gefangene der Bestien (Savage Harvest)
- 1981: Gefangene der Wildnis (Silence of the North)
- 1983: Dead Zone (The Dead Zone)
- 1984: Die fatale Affäre der Katherine G. (A Touch of Scandal)
- 1986: H.A.R.T – Spezialeinheit 500 (Opposing Force)
- 1986: Nikki und Mary – Die 5-Minuten-Ehe (The Parent Trap II)
- 1986: Space Camp
- 1986: Top Gun – Sie fürchten weder Tod noch Teufel (Top Gun)
- 1986: Wisdom – Dynamit und kühles Blut (Wisdom)
- 1987: Chicago Blues
- 1987–1988: Cheers (Fernsehserie, 6 Folgen)
- 1988: Poltergeist III – Die dunkle Seite des Bösen (Poltergeist III)
- 1988: Red End
- 1989: Magnolien aus Stahl (Steel Magnolias)
- 1990: Rookie – Der Anfänger (The Rookie)
- 1990: Killing Cop (The China Lake Murders)
- 1992: Aus der Mitte entspringt ein Fluß (A River Runs Through It)
- 1992: Knight Moves – Ein mörderisches Spiel (Knight Moves)
- 1992: Singles – Gemeinsam einsam (Singles)
- 1992: Poison Ivy – Die tödliche Umarmung (Poison Ivy)
- 1992–1996: Picket Fences – Tatort Gartenzaun (Picket Fences, Fernsehserie, 87 Folgen)
- 1997: Contact
- 1999: Ganz normal verliebt (The other Sister)
- 1999: Erdbeben-Inferno: Wenn die Welt untergeht (Aftershock: Earthquake in New York)
- 2000: High Noon (Fernsehfilm)
- 2001: Texas Rangers
- 2002: Greenmail – Die Bombe tickt! (Greenmail)
- 2003: Tränen der Sonne (Tears of the Sun)
- 2005: Category 7 – Das Ende der Welt (Category 7: The End of the World)
- 2006: Gefallene Engel (Fallen: The Beginning)
- 2006: Desperation (Stephen King’s Desperation)
- 2006: Mammut (Mammoth)
- 2006: Huff – Reif für die Couch (Huff, Fernsehserie, 3 Folgen)
- 2006–2009: Brothers & Sisters (Fernsehserie, 7 Folgen)
- 2007: Killer Wave – Die Todeswelle (Killer Wave, Fernsehfilm)
- 2007: Dead Zone (Fernsehserie, Folge Denouement)
- 2008: Beer for My Horses
- 2009: The Closer (Fernsehserie, Folge Elysian Fields)
- 2009: Whiteout
- 2009: For Sale by Owner
- 2010: Black, White and Blues (Redemption Road)
- 2010/2012: Leverage (Fernsehserie, 2 Folgen)
- 2012: Ted
- 2012: White Collar (Fernsehserie, Folge Pulling Strings)
- 2013: Ein Tag in Middleton (At Middleton)
- 2014: Good Wife (Fernsehserie, 2 Folgen)
- 2015: Madam Secretary (Fernsehserie, Folge Befehlswege)
- 2015: North & South – Die Schlacht bei New Market (Field of Lost Shoes)
- 2016: Ein Hologramm für den König (A Hologram for the King)
- 2017: Lucky
- 2017: Day of Days
- 2021: East of the Mountains

## Preise und Nominierungen
Blockbuster Entertainment Awards
- 1998: Nominiert, „Bester Nebendarsteller (Drama)“ – Contact

DVD Exclusive Awards
- 2003: Ausgezeichnet, „Bester Audiokommentar“ – Alien

Emmy Awards
- 1993: Ausgezeichnet, „Bester Hauptdarsteller in einer Serie (Drama)“ – Picket Fences
- 1994: Nominiert, „Bester Hauptdarsteller in einer Serie (Drama)“ – Picket Fences

Genie Awards
- 1982: Nominiert, „Bester ausländischer Darsteller“ – Gefangene der Wildnis

Golden Globe Awards
- 1994: Nominiert, „Bester Darsteller in einer Serie (Drama)“ – Picket Fences
- 1995: Nominiert, „Bester Darsteller in einer Serie (Drama)“ – Picket Fences

National Board of Review of Motion Pictures
- 1977: Ausgezeichnet, „Bester Nebendarsteller-“ – The Turning Point

Saturn Awards
- 2011: Ausgezeichnet, „Bester Gaststar“ – Leverage

Screen Actors Guild Awards
- 1995: Nominiert, „Bester Darsteller in einer Serie (Drama)“ – Picket Fences
- 1995: Nominiert, „Bestes Ensemble“ in einer Serie (Drama) – Picket Fences
- 1996: Nominiert, „Bestes Ensemble in einer Serie (Drama)“ – Picket Fences

Western Heritage Awards
- 1999: Ausgezeichnet, „Best Television Feature Film“ – Two for Texas